# Крутец (Устюженский район)
Крутец (бывш. село Перетерье) — деревня в Устюженском районе Вологодской области.
Входит в состав Залесского сельского поселения, с точки зрения административно-территориального деления — в Залесский сельсовет.
Расположена на правом берегу реки Молога. Расстояние по автодороге до районного центра Устюжны — 35 км, до центра муниципального образования деревни Малое Восное — 15 км. Ближайшие населённые пункты — Перговищи, Завражье, Поддубье, Ярцево.

## История
Смежно с селом располагался погост с тем же названием.
В 16-17 веках село и погост назывались - Перетерг, в 18-19 веках - Перетерье.
В "Писцовой книге станов и волостей Устюжны Железнопольской 1628-1630 годов" есть запись:
"Погост Перетерг на реке на Мологе. А на погосте церков Ильи Пророка да другая церковь Усекновение честные главы Иоанна Преттечи теплой. А в церкве образы и книги и ризы и на колоколне колокола и все церковное строение вотчинниково. А на погосте: поп Иван Маковеев, дьячок Игнашка Пиминов, пономарь Тимошка Еремеев, просвирница Авдотьица Васильева."
В 16-17 веках погост Перетерг административно относился к Новому стану Устюженского уезда.
Согласно "Памятной книжке Новгородской губернии" за 1858 год в селе Перетерье было две церкви. Первая деревянная - во имя святого Пророка Ильи 1780 года постройки, к которой относилось 33 десятины земли. Вторая каменная - во имя Рождества Иисуса Христа 1852 года постройки.
В конце XIX и начале XX века село административно относилась к Крутецкой сельской общине, Перской волости Устюженского уезда Новгородской губернии. Погост относился к церковной земле.
К Крутецкой сельской общине также относились деревни Завражье и Поддубье (смежна с селом Крутец - через реку)
Согласно "Списку населенных мест Новгородской губернии за 1911 г." в селе было 19 занятых постройками дворовых мест, на которых было 26 жилых строений. Жителей обоего пола - 96 человек (мужчин - 47, женщин - 49). Главное занятие жителей - земледелие, подсобное занятие - сплав леса. Ближайший водоем - река Молога и озеро Крутец. В селе имелся хлебо-запасной магазин, 3 мелочных лавки.
На погосте числилось 3 дворовых места с 3 жилыми домами. Жителей было 4 человека (мужчин - 2, женщин - 2). Главное занятие жителей - церковная служба, подсобное занятие - земледелие. К погосту относились две церкви (каменная и деревянная) и земская школа (учитель - В. Судаков - выпускник Новгородской духовной семинарии).
Деревянная церковь Ильи Пророка была перестроена в 1910 году.
По сведениям местного краеведческого альманаха "Устюжна" (вып.VI - 2008 г.) в деревне Крутец в 30-е годы были закрыты три церкви:
В декабре 1929 года - решением Леноблисполкома закрыта церковь Николая Чудотворца (?)
В феврале 1930 года - церковь Пророка Илии (при кладбище)
В январе 1939 года решением Президиума Верховного Совета РСФСР по Вологодской области была закрыта церковь Воскресения Христова (? - видимо Рождества Христова). Во времена СССР в здании находилась начальная школа.
С 1930 года до дня закрытия церкви Рождества Христова священником был Николай Тугаринов.

## Демография
Население по данным переписи 2002 года — 23 человека (11 мужчин, 12 женщин). Преобладающая национальность — русские (96 %).

## Достопримечательности
Рядом с деревнями Крутец и Завражье расположены городище XIV—XV веков и курганы VI—IX веков — памятники археологии федерального значения, поставленные на охрану постановлением Совета Министров РСФСР № 1327 от 30.08.1960 в составе комплекса «городище и шесть курганов».
Церковь Рождества Христова (1852 г.) в деревне Крутец — памятник архитектуры. В настоящее время заброшена и находится в руинах.